# Nicolae Tilihoi
Nicolae Tilihoi (Brăila, 1956. december 9. – Craiova, 2018. március 25.) válogatott román labdarúgó, hátvéd, edző.

## Pályafutása

### Klubcsapatban
1974 és 1976 között a Dacia Unirea Brăila labdarúgója volt. 1976 és 1987 között az Universitatea Craiova csapatában szerepelt, ahol két bajnoki címet és négy román kupa-győzelmet ért el az együttessel.

### A válogatottban
1979 és 1981 között tíz alkalommal szerepelt a román válogatottban.

### Edzőként
1993-ban az Electroputere Craiova vezetőedzője volt.

## Sikerei, díjai
Universitatea Craiova
- Román bajnokság
  - bajnok (2): 1979–80, 1980–81
- Román kupa
  - győztes (4): 1976–77, 1977–78, 1980–81, 1982–83